# おみむらまゆこ
おみむら まゆこ（10月26日 - ）は、日本の女性声優、ラジオパーソナリティ。北海道出身。81プロデュース所属。旧芸名は、麻績村 まゆ子（読みは同じ）で1979年生まれ東京都出身としていた。

## 経歴
実体のないCGキャラ、バーチャルアイドル声優「麻績村まゆ子」としてデビュー。さらに1979年生まれという設定であり、アイドル的な声優路線を進んでいながら当初は顔出しを行っていなかった。
芸名は自らつけたもので、長野県東筑摩郡にある麻績村に由来している。
1996年
- 10月3日、ウェブサイト上にてCGキャラのバーチャルアイドル声優として登場する[7]。
- 10月、文化放送『上田祐司の放課後ワンダークラブ』に出演。

1997年
- 3月9日、秋葉原のT-ZONEミナミの7階にあったインターネットカフェでDJのアルバイトをしていることが番組中で発覚する[7]。
- 「バーチャルを極めたらアナログになる!」という事でCGキャラから脱却。『アニラジグランプリ』の第7号（6月号）で初めての顔出しをする。
- 4月13日、那須高原で行われた『上田祐司の放課後ワンダークラブ』の公開録音でリスナーの前に初登場する[7]。
- 4月、テレビ東京の深夜番組『渋谷でチュッ!』のコーナーレギュラーで出演。当初は番組タイトルを言う5秒程度の出演だったが、番組が企画したOVA『超機動伝説ダイナギガ』の主人公を演じることが決まると、ダイナギガコーナーのアシスタントを務めるようになる[5]。（ - 1998年12月）
- 7月、シングルCD「あ・こ・が・れ」で歌手デビュー[7]。
- 10月、ニッポン放送『井手功二のゲルゲットショッキングセンター』の火曜日アシスタントを担当する。（ - 1998年6月）
- TBSラジオのアニラジ『子安・氷上のゲムドラナイト』に不定期アシスタントとして出演。はじめは月に1度の出演だったが、隔週出演で自身のコーナー「おみまゆのどこでもいっしょ」をもつことになり、後には、番組中に流れるサイトロンのCMコーナーで新譜情報もつとめた。

1998年
- 4月22日、初のミニアルバム『しんこきゅう』を発売[7]。
- 9月、契約していたレコード会社「ワンダーエンターテイメント」が突如解散。その後、サイトロンディスクと契約する事になる。
- 10月 『アニガメパラダイス』の火曜日のアシスタントを担当する。同じアシスタントであった桑島法子、松澤由美（現・まつざわゆみ）とユニット「PPP」を結成し同番組のOPテーマでもある「KO-KOパラダイス」をリリース。

1999年
- 『悠久幻想曲3-ParpetualBlue-』でティセ・ディアレック役を獲得する。翌年の春の『悠久組曲』をもって悠久シリーズは終止符を打ち、2000年8月26日に五反田ゆうぽうとで行われた「悠久ファイナルコンサート〜真夏の卒業式〜」に参加。
- 山本麻里安とユニット「まりまゆ」を結成。『Angel Kiss』をリリースしアニガメパラダイスのエンディングテーマにも使われた。
- 年末に行った番組ライブにおいて日本武道館で歌唱している。なお、1997年にもイベントで武道館で歌唱している。

2000年
- 12月からおしゃべりCD『あなたにとどけ!in冬』をリリースし、翌年には『春』、『夏』、『秋』、と「あなたにとどけ!」シリーズを展開した。

2001年
- 1月にリリースされた『あなたといっしょ雪』を皮切りに、『花』、『海』、『空』と「あなたといっしょ」シリーズをリリースした。この『あなたといっしょ空』を最後におみまゆのおしゃべりCDシリーズは終了。
- 2月、つちやみえこと共にユニット「マミチョコ」を結成し、『かわいい?ねえ、ダーリン』をリリースし、『声優グランプリ』に2人揃って登場していた。7月号では「マミチョコ」でセンターカラーも担当している。
- 『子安・氷上のゲムドラナイト』で氷上恭子、サイトロンの名物女性広報・澁谷知子と共に「Booing!」を結成、小泉今日子の『なんてったってアイドル』、キャンディーズの『年下の男の子』、南沙織の『色づく街』をカバーしている[注釈 1]。5周年記念公録イベントの際には、この3曲をリスナーの前で披露している。
- 10月、『ゲムドラ』が『子安・氷上のゲムドラA』への番組名に伴い、番組レギュラーへと昇格した。半年後の2002年春に番組は打ち切り。

2002年
- 3月、自身の歌手活動を総括するベストアルバム『すくすく』をリリース。4月13日には秋葉原ゲーマーズ本店で「ベストアルバム『すくすく』発売記念-お茶会」が行われた。この時期にはファンクラブイベントも行われた。
- 4月、CS放送アキハバラ情報局で番組アシスタントを担当するが、翌年2003年6月のリニューアルにあわせて降板となっている。
- 5月、「麻績村まゆ子オフィシャルファンクラブ・すくすく」が設立。サイトロンとの契約切れを契機に、それまでサイトロンのホームページスペース上にあったおみまゆホームページが、新しくファンクラブを運営する事になった有限会社オフィスコットンキャンディーのものと統合という形になり、サイトロンの麻績村まゆ子公式ホームページ「きまぐれ日記」は閉鎖された。その後、夏から秋にかけファンクラブ公式サイトの掲示板が荒らされ閉鎖。その後、ファンクラブは解散し公式サイトも閉鎖された。

2004年
- 6月6日、芸名をおみむらまゆこに改名した。
- 9月 - 10月、ミルモシリーズの終了が決定したが、入れ替わるように『ガンパレード・オーケストラ 白の章』での出演が決定した。

2006年
- 4月、NHK教育『ひとりでできるもん!』の後番組『味楽る!ミミカ』にて主役「姫野美味香」を演じる。また同番組のオープニングテーマ『味楽る!ミミカ ナンバーワン』も担当している。
- 7月、夏の新番組UHFアニメ『つよきす Cool×Sweet』のレギュラーを獲得（民放地上波のアニメでレギュラーを獲得するのは9ヶ月ぶり）。

2007年
- 1月25日発売の『ファミ通キャラクターズvol.2 DVD』に釘宮理恵との写真が掲載され、付属のDVDには、その釘宮との対談が収録されている。
- 2月28日、NHK教育『味楽る!ミミカ』オープニングテーマ『味楽る!ミミカ ナンバーワン』CDリリース。
- 3月15日、「ミミカ人気をご存じない?オトーサンも得する食育番組」という題名で『ZAKZAK』に写真入で掲載。
- 3月31日、『サタデーホットリクエスト』の公開録音のゲストとして登場。

2008年
- インターネットラジオステーション音泉『ラジオ・バンブーブレード〜文武両道!』第24回（2008年4月7日配信）にゲスト出演。

## 人物
鼻にかかったような甘い声の持ち主で、少女役を多くこなす。レギュラーを掴んですぐに番組が打ち切られたり、雑誌が廃刊になったりと、本人があずかり知らぬところで不運に見舞われる事が多く「幸薄い人」と評される。
手先が器用で、ビーズで作ったストラップを『アニラジグランプリ』の誌上通販のコーナーで販売していた。
『声優グランプリ』→『アニラジグランプリ』→『声優グランプリ』にコラムを連載していた（既に連載は終了）。
主役を務めたOVA『超機動伝説ダイナギガ』について、アフレコの前に監督の意向で朝練をしたと語っている。更に（役で）あんなに喋ったのは初めてだったとのことである。

## 出演
太字はメインキャラクター。

### テレビアニメ
1998年
- 学級王ヤマザキ（チャウ）
- 時空探偵ゲンシクン（ラブラブ）

1999年
- 臣士魔法劇場 リスキー☆セフティ（ラニー）
- D4プリンセス（星ル）

2000年
- うちゅう人 田中太郎（リエ）

2002年
- わがまま☆フェアリー ミルモでポン!（2002年 - 2005年、リルム） - 4シリーズ

2004年
- ケロロ軍曹（ポヨンちゃん）

2005年
- ウキウキわんちゃんず（「のりスタ!」内アニメ）（プラン）
- ガンパレード・オーケストラ（吉田遥）
- MÄR-メルヘヴン-（謎の子供）

2006年
- つよきす Cool×Sweet（佐藤良美）
- とっとこハム太郎 はむはむぱらだいちゅ!（小鹿）
- 味楽る!ミミカ（2006年 - 2009年、姫野美味香）

2007年
- きらりん☆レボリューション（2007年 - 2008年、明美、ペン奈） - 2シリーズ
- バンブーブレード（安藤優梨）

2008年
- アキバちゃん（オトメちゃん）

2010年
- 極上!!めちゃモテ委員長 セカンドコレクション（須田佐智子）

### OVA
- 超機動伝説ダイナギガ（1998年、遠野ひかり）
- ハム太郎のおたんじょうび〜ママをたずねて三千てちてち〜（2002年、つららちゃん）
- ウルトラマニアック（2002年、佐倉仁菜）
- 花と少年（2004年、真由子）[9]
- やなせたかしメルヘン劇場 もりのヒーロー ハリーとマルタン（2008年、リップ）

### ゲーム
1997年
- 幕末浪漫 月華の剣士（一条あかり、一条あか狸）

1998年
- 迦陵演義（スフィア・L・シード）
- 幕末浪漫第二幕 月華の剣士 〜月に咲く華、散りゆく花〜（一条あかり、はぐれ人形（ひとかた））
- 星の丘学園物語 学園祭（内海かりん）
- ロード・モナーク〜新・ガイア王国記〜（タラマ・カリョウ、イズナ・カリョウ）

1999年
- BOYS BE 2nd season（鷹野真由美）
- 悠久幻想曲3 Perpetual Blue（ティセ・ディアレック）

2000年
- 悠久組曲 All Star Project（ティセ・ディアレック）

2001年
- エンジェリック・コンサート（ココナ・キュート）
- Close to 〜祈りの丘〜（柏木遊那）
- Missing Blue（澄伊雉晶）

2002年
- 想い出にかわる君 ～Memories Off～（サブキャラクター）

2003年
- 想いのかけら -Close to-（柏木遊那）
- わがまま☆フェアリー ミルモでポン! 対戦まほうだま（リルム）
- わがまま☆フェアリー ミルモでポン! ミルモの魔法学校ものがたり（リルム）

2004年
- ケロロ軍曹 メロメロバトルロイヤル（ポヨンちゃん）

2005年
- ネオジオバトルコロシアム（一条あかり）
- わがまま☆フェアリー ミルモでポン! どきどきメモリアルパニック（リルム）

2006年
- VALHALLA KNIGHTS -ヴァルハラ ナイツ- （ホビット 女）
- ガンパレード・オーケストラ（吉田遥）

2007年
- Routes PE、Routes PORTABLE（伏見ゆかり）

2009年
- バンブーブレード 〜"それから"の挑戦〜（安藤優梨）

2010年
- ネオジオヒーローズ 〜アルティメットシューティング〜（一条あかり）

2015年
- ウチの姫さまがいちばんカワイイ（華謀姫木蘭）

2018年
- 君はヒーロー（一条あかり）

### ドラマCD
- Z/ETA ～ジータ・ドラマCD～（1999年、マユ）
- Z/ETA ～ジータ・ドラマCD2～（2000年、マユ）
- KONOHANA : true report ドラマCD（水田真理）
- 魔法ロイドのぞみちゃん達！（夢ちゃん）
- HAPPY BOY（うさよし子）
- 超機動伝説ダイナギガ（遠野ひかり）
- 幕末浪漫 月華の剣士（一条あかり）
- 幕末浪漫第二幕 月華の剣士 ~月に咲く華、散りゆく花~（一条あかり）
- アンドロイドアナMAICO 2010
- ゲムドラ西遊記 朱の巻（チャイフォン）
- ゲムドラ西遊記 碧の巻（チャイフォン）
- D4プリンセスS（星ル）
- Close to 〜祈りの丘〜（柏木遊那）
- マイファニーバレンタインチロル（ヨモギ）
- ケロロ軍曹 宇宙でもっともギリギリなCD第1巻（ポヨンちゃん）
- 高機動幻想ガンパレード・オーケストラ ドラマCD 白の章 Vol.1（吉田遥）
- 高機動幻想ガンパレード・オーケストラ ドラマCD 白の章 Vol.2（吉田遥）
- Routes 日めくりCD『Routes-ルーツ-』編（4月 - 6月）（伏見ゆかり）（発売元：株式会社ランティス 2008年3月5日）
- Routes ORIGINAL DRAMA CD "Greatest Tresure"（伏見ゆかり）（発売元：株式会社ランティス 販売元：キングレコード株式会社 2008年3月7日）
- バンブーブレード「紅盤」（安藤優梨）

### 吹き替え
- カラー・オブ・ハート
- ケアベアシリーズ
  - ケアベア お願いベアの願いごと
  - ケアベア なかよしベアと星の国
  - ケアベア プレゼント祭り

### 実写
- どきどきON AIR FINAL（PCソフト）
- SUPER VOICE WORLD 夢と自由とハプニング（DVDソフト）
- 渋谷でチュッ!（コーナーパーソナリティ）
- 子安・氷上のゲムドラA for DVD（DVDソフト）
- アキハバラ情報局（MC）

### ラジオ
- ワンダー☆ダイナギガスペシャル 小野坂の野望
- 上田祐司の放課後ワンダークラブ
- 岩男潤子のネットパーティー
- 井手功二のゲルゲットショッキングセンター
- 麻績村まゆ子のおしゃべり深呼吸（超機動放送アニゲマスター枠内）
- アニガメパラダイス
- かーな・おみまゆ くるるん大放送!!
- 子安・氷上のゲムドラナイト
- 子安・氷上のゲムドラA

### ナレーション
- Booな気持ち（TBS番宣番組、2003年9月23日）
- Happy!ナビ（TBS番宣番組、2006年4月5日）

### テレビ番組
- のりものスタジオ / のりスタ!（じゅっぽ）

## ディスコグラフィ

### シングル
|     | 発売日         | タイトル                   | 規格品番  | 発売元                     | タイアップ                                         |
| --- | -------------- | -------------------------- | --------- | -------------------------- | -------------------------------------------------- |
| 1st | 1997年07月24日 | あ・こ・が・れ             | WDDN-26   | ワンダーエンターテイメント | TV東京「渋谷でチュッ!」                            |
| 2nd | 1997年12月29日 | そらのてがみ               | WDDN-43   | ワンダーエンターテイメント | LF「ゲルゲットショッキングセンター」               |
| 3rd | 1998年8月21日  | ひまわり畑                 | WDDN-50   | ワンダーエンターテイメント | ポリグラム・ビデオ・アニメ「超機動伝説ダイナギガ」 |
| 4th | 2007年2月28日  | 味楽る!ミミカ ナンバーワン | IKCR-9501 | ロックチッパーレコード     | NHK教育テレビ「味楽る!ミミカ」                     |

### ミニアルバム
|     | 発売日         | タイトル     | 規格品番   | 発売元                               | タイアップ |
| --- | -------------- | ------------ | ---------- | ------------------------------------ | ---------- |
| 1st | 1998年04月22日 | しんこきゅう | WDCD-20113 | ワンダーエンターテイメント           | -          |
| 2nd | 1999年08月04日 | おかし       | FSCA-10098 | ファーストスマイルエンタテインメント | -          |

### アルバム
|     | 発売日        | タイトル | 規格品番   | 発売元               | タイアップ |
| --- | ------------- | -------- | ---------- | -------------------- | ---------- |
| 1st | 2002年3月20日 | すくすく | SCDC-00165 | サイトロン・ディスク | -          |

### ユニット
| 発売日         | タイトル                     | 歌                   | 規格品番   | 発売元                               | タイアップ                         |
| -------------- | ---------------------------- | -------------------- | ---------- | ------------------------------------ | ---------------------------------- |
| 1999年1月20日  | KO-KOパラダイス              | Pretty Purity Panix  | ZMDZ-147   | メディアファクトリー                 | LF「アニメガパラダイス」           |
| 1999年4月21日  | ドリルでルンルンクルルンルン | 川菜翠＆麻績村まゆ子 | FSDA-00009 | ファーストスマイルエンターテイメント | アニメ「D4プリンセス」             |
| 1999年12月27日 | Angel Kiss（マキシVer.）     | まりまゆ             | -          | ファーストスマイルエンターテイメント | LF「アニメガパラダイス」           |
| 2000年1月19日  | Angel Kiss（シングルVer.）   | まりまゆ             | FSDA-00015 | ファーストスマイルエンターテイメント | LF「アニメガパラダイス」           |
| 2001年2月21日  | かわいい?ねぇ、ダーリン      | マミチョコ           | SCDC-00068 | サイトロン・ディスク                 | -                                  |
| 2001年10月11日 | 年下の男の子                 | Booing               | SCDC-00128 | サイトロン・ディスク                 | JOKR「子安・氷上のゲムドラナイト」 |

### タイアップ曲
| 楽曲                          | タイアップ                                                             | 時期   |
| ----------------------------- | ---------------------------------------------------------------------- | ------ |
| あ・こ・が・れ                | TV東京「渋谷でチュッ!」エンディング・テーマ                            | 1997年 |
| そらのてがみ                  | LF「ゲルゲットショッキングセンター」エンディング・テーマ               | 1997年 |
| ひまわり畑                    | ポリグラム・ビデオ・アニメ「超機動伝説ダイナギガ」エンディング・テーマ | 1997年 |
| KO-KOパラダイス               | LF「アニメガパラダイス」オープニング・テーマ                           | 1998年 |
| Angel Kiss                    | LF「アニメガパラダイス」オープニング・テーマ                           | 1999年 |
| ドリルでルンルン クルルンルン | アニメ「D4プリンセス」エンディング・テーマ                             | 1999年 |
| アナタカモシレナイ            | JOKR「子安・氷上のゲムドラナイト」オープニング・テーマ                 | 1999年 |
| なんてったってアイドル        | JOKR「子安・氷上のゲムドラナイト」オープニング・テーマ                 | 2001年 |
| 年下の男の子                  | JOKR「子安・氷上のゲムドラナイト」エンディング・テーマ                 | 2001年 |
| 味楽る!ミミカ ナンバーワン    | NHK教育テレビ「味楽る!ミミカ」オープニング・テーマ                     | 2006年 |

### おしゃべりCD
| 発売日         | タイトル              | 規格品番   | 発売元                     | 備考 |
| -------------- | --------------------- | ---------- | -------------------------- | ---- |
| 1998年6月24日  | おしゃべり深呼吸 くま | WDCD-15119 | ワンダーエンターテイメント | -    |
| 1998年9月23日  | おしゃべり深呼吸 カニ | WDCD-15128 | ワンダーエンターテイメント | -    |
| 1999年2月21日  | おしゃべり深呼吸 うさ | JCCM-1001  | ピクチャーマジック         | -    |
| 1999年4月5日   | おしゃべり深呼吸 ほし | JCCM-1002  | ピクチャーマジック         | -    |
| 2000年1月21日  | あなたにとどけ! in冬  | SCDC-00008 | サイトロン・ディスク       | -    |
| 2000年4月19日  | あなたにとどけ! in春  | SCDC-00012 | サイトロン・ディスク       | -    |
| 2000年7月19日  | あなたにとどけ! in夏  | SCDC-00031 | サイトロン・ディスク       | -    |
| 2000年10月18日 | あなたにとどけ! in秋  | SCDC-00049 | サイトロン・ディスク       | -    |
| 2001年1月24日  | あなたといっしょ 雪   | SCDC-00057 | サイトロン・ディスク       | -    |
| 2001年4月25日  | あなたといっしょ 花   | SCDC-00078 | サイトロン・ディスク       | -    |
| 2001年7月18日  | あなたといっしょ 海   | SCDC-00098 | サイトロン・ディスク       | -    |
| 2001年10月24日 | あなたといっしょ 空   | SCDC-00133 | サイトロン・ディスク       | -    |

### 歌手参加作品
| 発売日         | 商品名                               | 歌                    | 楽曲               | 規格品番   | 発売元                     | 備考                                     |
| -------------- | ------------------------------------ | --------------------- | ------------------ | ---------- | -------------------------- | ---------------------------------------- |
| 1997年11月21日 | HAPPY BOY Vol.5 ボーカルコレクション | おみむらまゆこ        | 告白記念日         | WDCD-28016 | ワンダーエンターテイメント | ドラマCD「HAPPY BOY」関連楽曲            |
| 1999年12月1日  | ゲムドラ・ヴォーカルコレクションBEST | TONBRELLA with Booing | アナタカモシレナイ | PCCB-00404 | サイトロン・ディスク       | JOKR「子安・氷上のゲムドラナイト」関連曲 |
| 1999年12月1日  | ゲムドラ・ヴォーカルコレクションBEST | Booing                | 私のいる場所       | PCCB-00404 | サイトロン・ディスク       | JOKR「子安・氷上のゲムドラナイト」関連曲 |
| 1999年12月1日  | ゲムドラ・ヴォーカルコレクションBEST | Booing                | 一年               | PCCB-00404 | サイトロン・ディスク       | JOKR「子安・氷上のゲムドラナイト」関連曲 |

### キャラクターソング
| 発売日        | タイトル                | 歌                                         | 規格品番   | 発売元               | 備考                                                                    |
| ------------- | ----------------------- | ------------------------------------------ | ---------- | -------------------- | ----------------------------------------------------------------------- |
| 2000年6月21日 | ほほえみのとなりへ...。 | ティセ・ディアレック（おみむらまゆこ）     | SCDC-00022 | サイトロン・ディスク | ゲーム「悠久幻想曲３～Perpetual Blue～」マキシシングルコレクションVol.3 |
| 2003年6月25日 | 大切なともだち          | リルム（おみむらまゆこ）＆結木（徳本恭敏） | MECH-1004  | meldac               | アニメ「わがまま☆フェアリー ミルモでポン!」デュエットシリーズ2          |